# Jirachi
Jirachi (japanski: ジラーチ Jirāchi) jedan je od 1025 fiktivnih vrsta Pokémona iz medijske franšize Pokémon, skupa Pokémon videoigara, animiranih serija, manga stripova, knjiga, igraćih karata i drugih medija kojima je tvorac Satoshi Tajiri. Svrha je Jirachija u videoigrama, animiranoj seriji i manga stripovima, kao i svrha ostalih Pokémona, borba s divljim Pokémonima – neukroćenim stvorenjima koje igrači i likovi pronalaze dok kreću na razne avanture – i pripitomljenim Pokémonima drugih Pokémon trenera.
Jirachi je japanski izgovor riječi желать (zhelat'), što znači "zaželjeti" na ruskom jeziku. Čarobno je biće, nalik vilenjaku, i ima moć ostvariti svačiju želju, pod uvjetom da ga ta osoba prvo pronađe. Prijateljski je raspoložen i pomalo zaigran te ima sličan karakter poput ostalih Legendranih Pokémona, Mewa, Celebija, Manaphyja i Shaymina.

## Biološke karakteristike
Jirachi nalikuje na malenog vilenjaka sa šeširom u obliku zvijezde, koji je smješten na njegovom bijelom tijelu. Na njegovom šeširu vise tri plave trake koje nalikuju na papir, i ima zatvorenu liniju na svom trbuhu. Jirachijeva koža, kao i šešir, je svilenkasto glatka, ali istovremeno nevjerojatno tvrda, poput metala. 
Jirachi je biće koje može vladati telepatskim i telekinetičkim moćima, ima sposobnost levitacije koju može koristiti po želji te sposobnost da komunicira s ostalim u svojoj okolini kroz psihičke vibracije koje su konfigurirane da zvuče kao stvarne, smislene rečenice (poput Mewtwoa). Može ostvariti svačije želje, vjerojatno uz pomoć kozmičke moći u njegovom tijelu, iako je mehanika ove sposobnosti nepoznata. Najintrigantnija je crna linija koja se pruža duž njegova trbuščića te je otkriveno da je to Jirachijevo "treće oko" dok je zatvoreno i uspavano. Ovo treće oko, koje je različito od njegova dva oka na glavi, očito je lijevak za posebne moći koje su gore navedene te ne služi kao osjetilo za vid. 
Informacije u videoigrama o Jirachijevim mitološkim konotacijama i životnom ciklusu poprilično se razlikuju od onih iz animirane serije. U videoigrama, Jirachi hibernira unutar kristalne "kukuljice" koja je sačinjena od veoma čvrste i neprobojne supstance, što štiti njegovo tijelo od neprijatelja. Kada je napadnut, pogotovo od strane protivničkog Pokémona, "kukuljica" se ponaša po svojoj volji, i "napada" protivnika čarobnim obrambenim moćima, bez opasnosti da će se Jirachi unutar nje probuditi. Legenda kaže da se Jirachi iz svog dubokog sna budi svakih 1000 godina. Doduše, termin "budi" ovdje ima veoma kompliciranu značajku koja se događa tek nakon što kukuljica nestane i njegovo pravo tijelo postane vidljivo, iako se on tada još ne probudi. Dok je u ovakvom stanju, svaka osoba koja ga pronađe može zapisati svoje želje na trake nalik papiru na Jirachijevom "šeširu". Kako bi nakon toga ta osoba probudila Jirachija, mora mu pjevati nevinim i harmoničnim glasom. Nakon što se probudi, glavni mu je cilj ostvariti želje ispisane na trakama. Pri ispunjenju ovih želja, vraća se u novo-napravljenu kukuljicu, i čeka još 1000 godina, kako bi ispunio želje svoga novog gospodara.

## U videoigrama
Jirachi ima posebnu kombinaciju tipova, on je Pokémon Čeličnog/Psihičkog tipa (ostali Pokémoni ovog tipa jesu Beldum, Metang i Metagross), i može naučiti jedinstveni napad Sudnje želje (Doom Desire), Čelični napad s moći od 120 bodova i 85% preciznosti, koji protivnika ošteti nakon dva kruga, što je čini pojačanom verzijom Psihičkog napada Pogleda u budućnost (Future Sight). Kao što je to slučaj sa svim promotivnim, poput Mewa i Celebija, svaki od njegovih statusa ima elementarnu vrijednost od 100 bodova, što ga čini pravom malom napasti u borbi protiv Pokémona koji nemaju Legendarni status. Fanovi Jirachija obično smatraju kao dobar par u dvostrukim borbama s ostalim Psihičkim Legendarnim Pokémonima.
Jirachi je treći promotivni Legendarni Pokémon koji spada pod kategoriju "malenih i slatkih, ali moćnih Pokémona". Ostalo četvero koji također spadaju u tu kategoriju su Celebi iz Gold i Silver igara, Mew iz Red, Blue i Yellow igara, te Manaphy i Shaymin iz Diamond i Pearl igara.
Jirachi se pojavljuje kao šef u igri Pokémon Mystery Dungeon.
Hvatanje Jirachija
Trenutno, Jirachija se može uhvatiti na nekoliko načina. U Pokémon centrima u New Yorku, Osaki, Tokiju ili dodatnim centrima u Japanu, nalazi se poseban aparat koji u igračevu igru nasumično prebacuje jednog Pokémona. Igrač tada ima šansu 1:1000 da će dobiti Jirachija. Nedavno, Pokémon centri ograničili su upotrebu ovih aparata na posebne događaje.
Ako su igrači naručili Pokémon Colosseum igru do 9. veljače, 2004., primili su bonus disk koji im je zatim dozvoljavao da učitaju Jirachija u njihove Pokémon Ruby i Sapphire igre. Učitavanjem Jirachija u ove igre jedan je od nekoliko načina koji je popravljao tehnički problem rasta Bobica u Pokémon Ruby i Sapphire.
Ipak, za većinu igrača, najlakši način hvatanja Jirachija jest korištenjem Gameshark ili Action Replay kodova.

## U animiranoj seriji
Jirachi Wishmaker
Kako se Jirachi veoma rijetko nalazi u Pokémon svijetu/fan zajednici, čak i njegovi strastveni sakupljači znaju veoma malo o njemu. Prvi se put pojavio u šestom Pokémon filmu, Jirachi Wishmaker, u kojem se probudi iz svog dubokog sna kao što to kaže Pokédex. Doduše, suprotno od definicija Pokédexa, želje koje osoba zaželi ne pišu se na trake na njegovom šeširu. Film, na neki način, predstavlja utrku s vremenom, jer kako japanski naslov filma (Wishing Star of the Seven Nights) insinuira, Jirachi je budan samo sedam noći. Tijekom tog vremena, antagonist, čarobnjak Butler, traži urođene Jirachijeve moći kako bi ostvario svoju vlastitu želju, a ta je stvaranje Groudona. Doduše, vjerojatno zbog prisilnog načina na koji je izvukao potrebnu energiju iz Jirachija, Groudon kojeg je stvorio anomalija je zla, i gotovo nikakvom sličnošću s pravim Groudonom.
Film otkriva da se linija na njegovom trbuhu otvara u rijetki situacijama kao njegovo Treće oko. U filmu, ovo se oko koristi kako bi upijalo kozmičku energiju Milenijskog kometa za napajanje šumskog utočišta Forine, gdje Jirachi hibernira. Ovo treće oko likovi u filmu nazivaju "Jirachijevo Pravo oko", što je intrigantno, jer je ovo "Pravo" oko gotovo stalno zatvoreno. Jirachi ga vjerojatno ne koristi kao osjetilo vida, ali možda ovo Pravo Oko može gledati stvari na jedan kozmički, suptilan način. Misterija je koje tajne ovo oko i dalje skriva.